# عمليات حزب الدعوة الإسلامية
لقد قام حزب الدعوة بعدد من العمليات الإرهابية اعترف ببعض اعترافًا صريحًأ مثل تعامله مع إيران ضد بلده العراق وكان هذا على لسان هادي العامري أيام الحرب العراقية الإيرانية في تسجيل مصور أيام ما كانوا في معسكر الصدر في إيران.وهذه أهم وأبرز عمليات حزب الدعوة العراقي الذي استهدف المصالح العراقية ليس فقط في العراق بل حتى في خارجها.

## محاولة اغتيالطارق عزيز
في أبريل 1980 تعرض طارق عزيز لمحاولة اغتيال وذلك في الباب الرئيسي للجامعة المستنصرية وبينما كان طلبة الجامعة منتشرون على جانبي باب الجامعة لاستقباله حيثا ألقى شخص متخرج من معسكر الصدر ومنتسب لحزب الدعوة قنبلةً يدوية على موكبه واستطاع افراد حمايته تحويطه بسرعة ولكنه اصيب في يده بشظايا القنبلة.

### عند تشييع الضحايا
ومن الغد وعند تشييع الضحايا بادر أيضًا جماعة من حزب الدعوة في تحدٍ جديد وأطلقوا النار على المشيعيين وخرج صدام في خطاب يهددهم فيه ويتهمهم بالعمالة والخيانة.

## الانحياز التام لإيران فيالحرب العراقية الإيرانية
في الحرب العراقية الإيرانية عام 1980 م. انحاز حزب الدعوة لإيران واستهداف مقرات حكومية وتجمعات مدنية وكان من ضمن أفراد حزب الدعوة هادي العامري.

## تفجير سينما النصر وسط بغداد وإصابة عشرات القتلى[6]
يُتهم بها كل من عبد العزيز الحكيم وعامر الحلو و بيان جبر صولاغ.

## تفجير السفارة العراقية في بيروت
قام حزب الدعوة في يوم الثلاثاء بتاريخ 15/ 11/ 1981 بتفجير مبنى السفارة العراقية في بيروت بسيارة مفخخة يقودها الانتحاري المدعو أبو مريم ومن أبرز من قتل في هذا الانفجار بلقيس الراوي زوجة الشاعر نزار قباني وخلف هذا الانفجار مئات من الجرحى والقتلى والمفقودين المدنيين.

## تفجير وزارة التخطيط العراقية
في عام 1982م فُجرّت في قلب بغداد سيارة يقودها الانتحاري أبو بلال وهو عضو في الخط العسكري لحزب الدعوة، والذي كان يشرف عليه في ذلك الوقت عبد الكريم العنزي( عبد الكريم العياشي)، الذي كان عضوًا في مجلس النواب -بعد الاحتلال الأمريكي-، ويُتهم أيضًا في هذا التفجير كل من عبد العزيز الحكيم وعامر الحلو و بيان جبر صولاغ.

## تفجير مبنى الإذاعة والإعلام في بغداد[6]
في عام 1983م فجر مبنى الإذاعة والإعلام في بغداد، بشاحنة مفخخة يقودها انتحاري اخترقت البوابة الاولى وانفجرت قبل وصولها الى مباني المجمع التلفزيوني، وقد استشهد وجرح عدد من الأشخاص، ويُتهم بها كل من عبد العزيز الحكيم وعامر الحلو و بيان جبر صولاغ.

## استهداف منشآت كويتية وأجنبية
في عام 1983م في الكويت، استهدف حزب الدعوة منشآت كويتية وأجنبية،وما قام به هو تفجير لسفارتي كل من الولايات المتحدة الأميركية وفرنسا في العاصمة الكويتية، وقد تمت العملية بسيارتين مفخختين يقودهما انتحاريين، وكان أبو مهدي المهندس (جمال جعفر) هو المسؤول عن تلك العملية التي استهدفت معاقبة فرنسا على تسليحها للجيش العراقي، والولايات المتحدة لحمايتها لممرات الخليج العربي ذات الأهمية الحيوية للغرب.

### نفي حزب الدعوة الإسلامية الاتهامات[9]
يزعم أفراد من حزب الدعوة أن تفجيرات الكويت التي تمت في عام 1983، لم يكن لقيادة حزب الدعوة ولا لأعضائه أي دور فيها، فقد جرت بتنسيق ومبادرة خاصة قام بها جمال جعفر المعروف بأبي مهدي المهندس بالاتفاق مع الحرس الثوري الإيراني، وذلك للضغط على الكويت ومنعها من تقديم دعمها لنظام صدام. ويقولون أن هناك خطأ فادحًا تم من قبل وليد الحلي، الذي بادر لوحده من دون الرجوع للقيادة بالاتصال براديو مونت كارلو مدعياً انه زعيم حزب الدعوة وان الدعوة هي التي قامت بتفجيرات الكويت (مع انه لم يكن عضواً في القيادة حسب كلام أعضاء حزب الدعوة). مما تتسبب بأزمة بالغة الخطورة

### نتائج هذا التفجير[9]
طردت مئات العوائل المشتبه بتأييدها لحزب الدعوة، حيث تعرض قسم من العراقيين إلى الاعتقال ومن ثم تسليمهم إلى النظام العراقي، فيما استطاعت مجموعات أخرى من الهروب من الكويت .
وقد بذلت قيادة الدعوة جهودها لتكذيب الخبر، لكن تلك المحاولات لم تجد نفعاً بعد التأكيدات التي اعلنها وليد الحلي.

## اغتيال الملحق الثقافي بسفارة العراق بالكويت 1985
في يوم 1-5-1985 أقدم حزب الدعوة على اغتيال معاون الملحق الثقافي العراقي في السفارة العرقية بالكويت، هادي عواد سعيد وابنه البكر في منزلهما بالكويت، وقد اعتقل القاتل الذي استخدم مسدسا كاتما للصوت، وتبين أنه عضو في حزب الدعوة.

## محاولة اغتيال جابر الصباح
في عام 1985م فشلت محاولة اغتيال لأمير الكويت جابر الصباح، بسيارة مفخخة ونتج عن هذا مقتل أربعة أشخاص بالإضافة إلى السائق الانتحاري إصابة و12 شخصا جراء التفجير.

## تفجير سيارة قرب مقر اجتماع المؤتمر الإسلامي بالكويت 1987
وفي يوم 22-1-1987 انفجرت سيارة مفخخة كانت مركونة خلف فندق الميريديان بالكويت حيث كان ينزل عدد من الصحفيين العرب والأجانب الذين كانوا يغطون وقتها وقائع مؤتمر القمة الإسلامي، وكان هدف العملية تعكير أجواء المؤتمر الذي رفض اتخاذ موقف منحاز لإيران في حربها على العراق.

## تفجير مكتبخطوط بان أمريكان
في يوم 24/10/1987 استهدف حزب الدعوة مكتب خطوط بان أمريكان بقنبلة.

## تفجير مكتب الخطوط الجوية السعودية بالكويت
وفي العام التالي في يوم 27-4-1988 قطعت المملكة العربية السعودية علاقاتها الدبلوماسية مع إيران على أثر الفتنة التي أثارها الحجيج الإيرانيون في موسم الحج.
فردّ أبو مهدي المهندس بعد أقل من انقضاء 24 ساعة على ذلك بقنبلة استهدفت مكتب الخطوط الجوية السعودية بالكويت.

## تفجير سيارة مفخخة عند مستشفى ابن البيطار ببغداد
وفي ربيع عام 1987 قام الحزب بتفجير سيارة صالون مفخخة كانت مركونة بجانب مستشفى ابن البيطار لعلاج القلب بالصالحية ببغداد، وأحدث خسائر بالأرواح والممتلكات.

## أفلام أنتجت توثق عمليات حزب الدعوة
أبرز ما أنتج هو الفيلم الوثائقي أسرار المالكي يكشفها الصندوق الأسود على قناة الجزيرة إلا أن مؤيدي حزب الدعوة نفوا بعض هذه الاتهامات.